# سباق باريس روبيه 2011
سباق باريس روبيه 2011 (بالإنجليزية: 2011 Paris–Roubaix)‏ هو سباق دراجات هوائية أقيم بتاريخ 10 أبريل 2011، تكون السباق من مرحلة واحدة وامتدّ لمسافة 258 كم بسرعة 42. 1 كم/س، استغرق السباق 6 ساعة 07 دقيقة 28 ثانية. فاز به البلجيكي يوهان فانسومرن وحلّ ثانيا السويسري فابيان كانسيليرا.

## الترتيب
| م                     | الدرّاج           | البلد  | الزمن                    |
| --------------------- | ---------------- | ------ | ------------------------ |
| الفائز بالترتيب العام | يوهان فانسومرن   | بلجيكا | 6 ساعة 07 دقيقة 28 ثانية |
| الثاني                | فابيان كانسيليرا | سويسرا |                          |